# Потоцкий, Альфред Антоний
Граф Альфред Антоний Вильгельм Роман Базилий Потоцкий (14 июня 1886, Ланьцут — 30 марта 1958, Ла-Рош-сюр-Форон) — польский аристократ, последний (4-й) ординат ланьцутский (с 1915).

## Биография
Представитель польского графского рода Потоцких герба «Пилява». Старший сын Романа Потоцкого (1851—1915), 3-го ордината ланьцутского, и Эльжбеты Матильды Радзивилл (1861—1950). 
Младший брат — граф Ежи Потоцкий, польский сенатор и дипломат.
При нём Ланьцутский замок получил прекрасный теннисный корт, построенный на месте парковки, многочисленные охотничьи трофеи, привезенные из сафари в Африке, и, прежде всего, богатую коллекцию произведений искусства, унаследованные после смерти в 1921 году графа Николая Потоцкого (1845—1921), представителя другой линии рода, внука лидера Тарговицкой конфедерации Станислава Щенсного Потоцкого. Это были: семейные портреты работы Фрагонара, Лампи и Шеффера, ценные гобелены с мануфактуры в Обюссоне с гербом Потоцких, книги из старинной библиотеки из Тульчина, санки французской королевы Марии-Антуанетты, а также безвозвратно вывезенные во время войны картины Гойи, Фрагонара и Буше, скульптуры Кановы.
С мая по июль 1944 год Альфред Антоний Потоцкий смог вывезти из Ланьцута в Вену специальный поезд, в котором было около 700 коробок личного имущества. Большая часть этого имущества была продана им для финансирования щегольского образа жизни.
Альфред Потоцкий получил домашнее образование, затем учился в Венском, Оксфордском и Львовском университетах. Он удостаивался личной аудиенции папы римского Пия X и императора Австро-Венгрии Франца-Иосифа, танцевал во дворцах князей Шварценберг и Фюрстенберг в Вене, в Букингемском дворце в Лондоне. Эрцгерцог Франц Фердинанд, останавливаясь в Ланьцуте, где играл в теннис с американской актрисой Глорией Свенсон. Граф Альфред Потоцкий посещал обеды у короля Румынии Кароля, Дугласа Фэрбенкса и Мэри Пикфорд, посещал президента США Франклина Рузвельта и генерала Джона Першинга, охотился с Жоржем Клемансо и Анри Петеном.
Принадлежал к высшему истеблишменту Речи Посполитой и часто оказывал важные услуги Польской республике. В его замке в Ланьцуте устраивались балы для дипломатического корпуса, теннисные турниры и охота. Принимал также иностранных гостей, включая короля Румынии Фердинанда и королеву Марию, герцога Георга Кентского.
Автор воспоминаний: «Master of Lancut» (London, 1959).

## Брак и дети
22 марта 1956 года в Монте-Карло женился на Изабелле Йодко-Наркевич (1910—1972), дочери Зигмунда Йодко-Наркевича и Станиславы Иордан-Валавской. Брак был бездетным.